# Giovanni Fasanella
Giovanni Fasanella (San Fele, 27 marzo 1954) è un giornalista e saggista italiano.

## Biografia
Dal 1975 al 1987 ha lavorato al quotidiano L'Unità, dapprima nella redazione di Torino – dove negli anni di piombo si è occupato di terrorismo – e poi nella sede romana, come resocontista parlamentare (dal 1984) e notista politico. Chiusa l'esperienza a L'Unità, nel gennaio 1988 è stato assunto a Panorama di cui è stato quirinalista e redattore parlamentare all'epoca della presidenza di Francesco Cossiga. Nel novembre 2013 si è dimesso dal settimanale di Mondadori e si è dedicato alla ricerca archivistica sulla storia dell'Italia dal Risorgimento alla caduta della cosiddetta Prima Repubblica. Secondo una fonte più recente, come giornalista d'inchiesta si occupa della “storia “invisibile” dell'Italia dal dopoguerra ad oggi”.
Per Rai1 ha cosceneggiato il film Il Sorteggio (2010), interpretato da Beppe Fiorello e Giorgio Faletti. Nel dicembre 2012 ha concesso una intervista a Sara D'Agati per la sua ricerca doctorale sul tema del programma italiano dell'United States Information Agency durante la presidenza di Lyndon B. Johnson, fatta all'Università di Cambridge sotto la guida di David Reynolds. Ha tenuto lezioni al Master di Intelligence dell'Università della Calabria dal 2022. Nel 2023 è apparso come analista nel documentario L'affaire Mattei: du pétrole, du pouvoir et du sang di France 3.
È autore di documentari sulla scoperta del petrolio in Basilicata, sul nucleo fondativo Reggiano delle Brigate Rosse, sull'ascesa e caduta di Silvio Berlusconi, sul coinvolgimento di servizi segreti inglesi in questioni italiane come gli omicidi di Aldo Moro e Enrico Mattei e sul sostegno dell'MI5 britannico all'ascesa politica di Benito Mussolini.

## Opere
- D'Alema. La prima biografia del segretario del PDS (con Daniele Martini), Longanesi, 1995; TEA, 1996.
- D'Alema. L'ex comunista amato dalla Casa Bianca, Milano, Baldini+Castoldi, 1999.
- Segreto di Stato. La verità da Gladio al caso Moro (con Giovanni Pellegrino e Claudio Sestieri), Torino, Einaudi, 2000. Vincitore del Premio Capalbio; Sperling & Kupfer, 2008.
- Il misterioso intermediario. Igor Markevič e il caso Moro (con Giuseppe Rocca), Einaudi, 2003.
- Che cosa sono le BR. Le radici, la nascita, la storia, il presente (con Alberto Franceschini), BUR, 2004.
- Sofia 1973: Berlinguer deve morire (con Corrado Incerti), Fazi Editore, 2005.
- La guerra civile (con Giovanni Pellegrino), BUR, 2005.
- I silenzi degli innocenti (con Antonella Grippo), BUR, 2006.
- Guido Rossa, mio padre (con Sabina Rossa), BUR, 2006. Vincitore del Premio Penisola Sorrentina per il giornalismo d'inchiesta.
- Terrore a Nordest (con Monica Zornetta), BUR, 2008.
- L'orda nera (con Antonella Grippo), BUR, 2009.
- Il sol dell'avvenire: diario tragicomico di un film politicamente scorretto (con Gianfranco Pannone), Milano, Chiarelettere, 2009.
- Intrigo internazionale (con Rosario Priore), Chiarelettere, 2010.
- Il morbo giustizialista (con Giovanni Pellegrino), Venezia, Marsilio, 2010.
- 1861. La storia del Risorgimento che non c'è nei libri di storia (con Antonella Grippo), Sperling & Kupfer, 2010.
- Il Golpe Inglese. Da Matteotti a Moro: le prove della guerra segreta per il petrolio e il controllo dell'Italia (con Mario José Cereghino), Chiarelettere, 2011.
- Ad Alto Rischio. La vita e le operazioni dell'uomo che ha arrestato Totò Riina (con Mario Mori), Mondadori, 2011.
- Viaggio in treno con suspense (con Andrea Camilleri, Raffaele La Capria, Stefano Malatesta, Dacia Maraini, Dante Matelli, Vieri Razzini e Sandro Viola), Neri Pozza, 2012
- Intrighi d'Italia. 1861-1915. Dalla morte di Cavour alla Grande guerra: le trame nascoste che non ci sono sui libri dis storia (con Antonella Grippo), Sperling & Kupfer, 2012.
- Una lunga trattativa. Stato-mafia: dal Risorgimento alla Seconda Repubblica. La verità che la magistratura non può accertare, Chiarelettere, 2013.
- Berlinguer deve morire. Il piano dei Servizi segreti dell'Est per uccidere il leader del PCI (con Corrado incerti), Sperling & Kupfer, 2014.
- Le carte segrete del Duce. Tutte le rivelazioni su Mussolini e il fascismo conservate negli archivi inglesi (con Mario J. Cereghino), Mondadori, 2014.
- 1915. Il fronte segreto dell'intelligence. La storia della Grande guerra che non c'è sui libri di storia (con Antonella Grippo), Sperling & Kupfer, 2014.
- La storia di Igor Markevič. Un direttore d'orchestra nel caso Moro (con Giuseppe Rocca), Chiarelettere, 2014.
- Colonia Italia. Giornali, radio e TV: così gli inglesi ci controllano. Le prove nei documenti top secret di Londra (con Mario J. Cereghino), Chiarelettere, 2015.
- Italia Oscura. Dal Risorgimento alla Grande guerra, la storia che non c'è sui libri di storia (con Antonella Grippo), Sperling & Kupfer, 2016.
- Tangentopoli Nera. Malaffare, corruzione e ricatti all'ombra del fascismo nelle carte segrete di Mussolini (con Mario José Cereghino), Sperling & Kupfer, 2016.
- Il Puzzle Moro. Da testimonianze e documenti inglesi e americani desecretati, la verità sull'assassinio del leader DC, Chiarelettere, 2018.
- Le menti del Doppio Stato. Dagli archivi angloamericani e del servizio segreto del PCI il perché degli anni di piombo (con Mario José Cereghino), Chiarelettere, 2020.
- Il libro nero della Repubblica Italiana. La guerra clandestina e la strategia della tensione dalla fine del fascismo all'omicidio di Aldo Moro (con Mario José Cereghino e Rosario Priore), Chiarelettere, 2021
- Nero di Londra. Da Caporetto alla Marcia su Roma: come l'intelligence militare britannica creò il fascista Mussolini (con Mario José Cereghino), Chiarelettere, 2022.
- Berlinguer deve morire. Il piano dei servizi segreti dell'Est per uccidere il leader del partito comunista (con Corrado Incerti, premessa di Walter Veltroni, introduzione di Giuseppe Vacca), Fuoriscena-Corriere della Sera, 2024
- La maledizione italiana. La guerra di Churchill contro De Gasperi, le trame per il controllo del Medio Oriente e del Canale di Suez, la lunga storia di una ribellione stroncata (con Mario José Cereghino), FuoriScena-Corriere della Sera, 2025

Prefazioni
- La guerra fredda culturale. La Cia e il mondo delle lettere e delle arti, di Frances Stonor Saunders, Roma, Fazi Editore, 2004; ristampato come Gli intellettuali e la CIA: la strategia della guerra fredda culturale, 2007.
- La vittoria dei gladiatori. Da Malga Porzus all'assoluzione di Rebibbia, di Paolo Inzerilli, Bietti Media, 2009.

## Documentari
- Pietre, miracoli e petrolio, Rai3
- Il sol dell'avvenire (Blue film e DVD + libro per Chiarelettere, 2009)
- S.B. - Io lo conoscevo bene (Kinesis, 2012)

## Film
- Il sorteggio, con Beppe Fiorello, Giorgio Faletti e Gioia Spaziani, per la regia di Giacomo Campiotti, RaiUno, 2009. Premio Solinas 1996, menzione speciale della giuria per la miglior sceneggiatura originale.